# 浩園

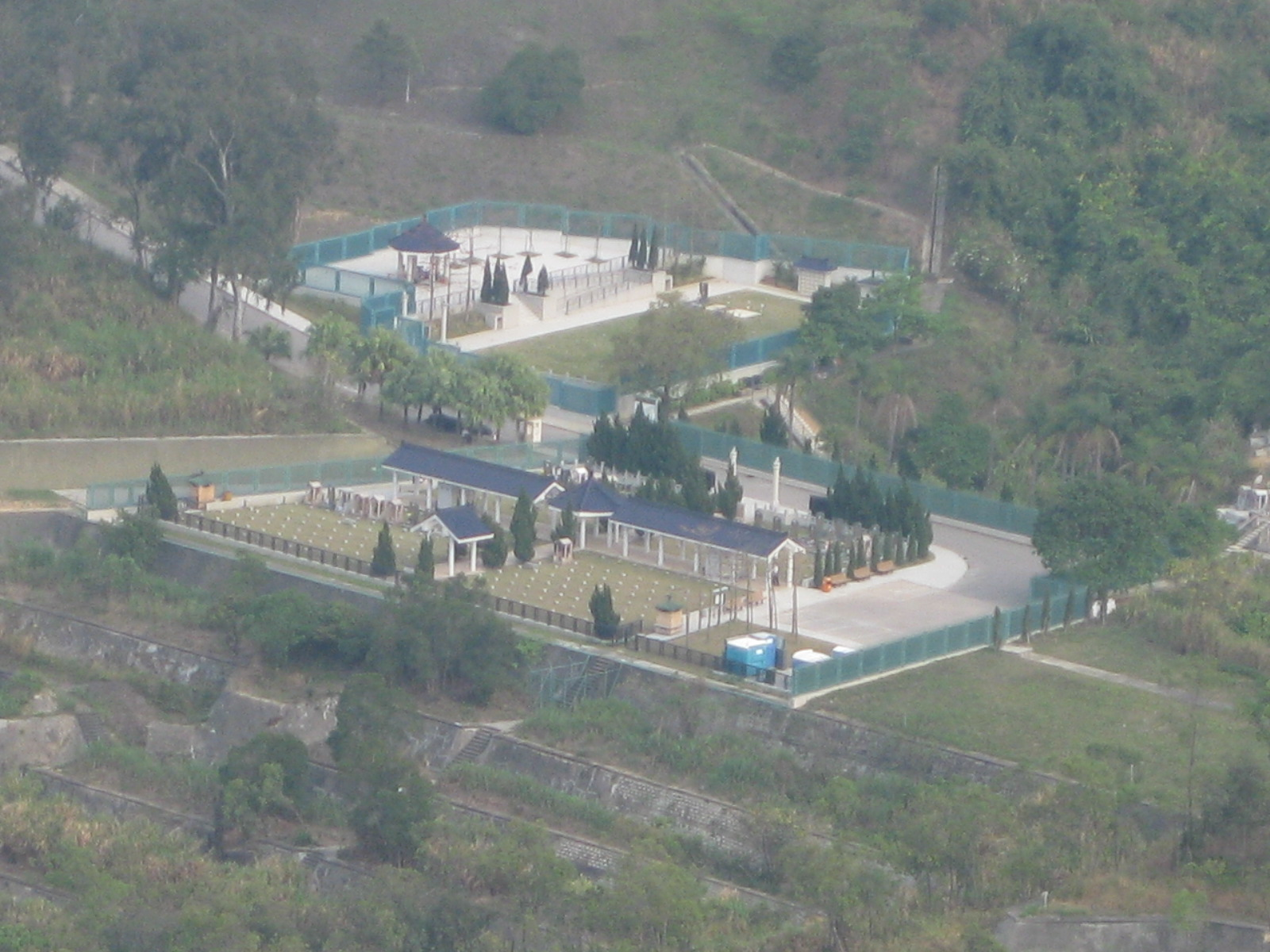
景仰園及浩園（下）

浩園（英語：Gallant Garden）是位於香港新界粉嶺和合石墳場內的一幅墓地，面積約1,600平方米，專門安葬殉職香港公務員，由食物環境衞生署管理。
紀律部隊評議會代表於1990年6月建議香港政府為殉職公務員提供葬位，有關建議獲得接納，並且劃定上址，取名具有「浩氣長存」之意，於1996年11月啟用，耗資約300萬港元興建，共設有110個土葬位、165個壁龛及一座可以存放120個壁龕葬位的安置所。園內除了葬位及壁龕，亦設有刻有殉職人員姓名的紀念碑，以誌其捨身貢獻。

## 政策
根據公務員事務局指引，香港公務員在實際執行職務時受傷，而且並非本身蓄意嚴重錯失所致，最終導致死亡，即屬殉職及可以安葬於浩園。

### 研究
由於香港土地供應短缺，香港政府於1976年停止處理允許永久土葬的私人墳場，並且鼓勵火化。因此，根據食物環境衞生署政策，凡於公眾墳場土葬逾6年的骸骨必須遷移，以方便節省土地資源。由於浩園屬於公眾墳場，因此殉職人員遺體土葬6年後同樣需要撿掘，重新安放在園內的永久甕盎葬位，或者於火化後安放在靈灰安置所的壁龕。職方雖然多次請求有關部門考慮永久土葬或者延長允許埋葬期限，惟公務員事務局諮詢律政司後，指出如果放寬政策只適用於殉職公務員，有可能構成違反《香港人權法案》第22條及《公民權利和政治權利國際公約》第26條所指出的歧視。
經過檢討後，行政會議建議由2000年9月12日起，所有在執行職務時因「英勇過人行為」而喪生的公務員和非公務員，均可以獲得批准永久土葬。「英勇過人行為」 由行政長官按照英勇勳章標準釐定。
2006年6月19日，在立法會公務員及資助機構員工事務委員會會議上，議員要求香港政府重新研究是否應該允許所有殉職公務員永久土葬。不過，由於上述墳場管理政策可能屬於歧視，以及香港政府為到所有「英勇過人行為」而死亡的市民作出另行特別處理，當局稱未能夠接納相關的要求。
雖然官民關係日趨緊張，屢有公務員因公傷亡的新聞，但公務員事務局在2013年表示，當局未有考慮擴建浩園，當局在答覆立法會議員提問時，表示「公務人員殉職是不可預測」，難以預估浩園爆滿的時間。

## 墓碑遭毀案
2006年8月12日，食物環境衛生署員工於清晨清理墓地時，發現30個墓碑有29個遭人惡意破壞，墓碑上的遺照被人用硬物鑿毀。其中包括醫生謝婉雯、警員梁成恩、消防員廖熾鴻等。政府發表聲明譴責，稱事件是「毫無意義及肆無忌憚的破壞行為，加深了死者家屬的傷痛，亦傷害了香港市民的感情。」紀律部隊評議會及政府紀律部隊人員總工會亦譴責兇徒「恬不知恥，天理不容」。事件交由大埔警區重案組處理，同時亦揭露浩園周圍未設閉路電視及保安不足的問題。

## 安葬者
浩園安葬者列表按安葬者的殉職年份排列。
|    | 年份   | 姓名   | 年齡     | 介紹 |
| -- | ------ | ------ | -------- | --- |
| 1  | 1951年 | 譚浩輝 | 終年30歲 | 於大角咀福全街緝捕匪徒期間，被匪徒射擊擊中頭部殉職的警員，是首位安息者。 |
| 2  | 1983年 | 關耀煇 | 終年27歲 | 因為交通意外而殉職的交通部警員。 |
| 3  | 1987年 | 陳潤良 | 終年30歲 | 於荃灣任合興工業大廈四級火中殉職的消防隊長。 |
| 4  | 1989年 | 陳政瑜 | 終年38歲 | 於旺角新興大廈四級火中殉職的消防隊目。 |
| 5  | 1990年 | 岑凱傑 | 終年25歲 | 於美孚新邨追捕疑犯時被槍殺的交通部警員。為首位遷葬至浩園的殉職警員，移葬儀式於1999年12月16日舉行。                                                                               |
| 6  | 1990年 | 陳冠斌 |          | 於吐露港近大美篤處追捕可疑快艇時被撞斃。 |
| 7  | 1994年 | 梁子龍 |          | 在青山警署與同袍爭執時中槍身亡的總督察。 |
| 8  | 1994年 | 韓詠生 | 終年19歲 | 在九龍灣宏照道截查可疑人士時被槍殺的警員。 |
| 9  | 1996年 | 廖熾鴻 | 終年41歲 | 在嘉利大廈五級火中殉職的消防隊目，為首位安葬於浩園的公務員，其墓碑參照西晉時代的「宣威將軍趙汜墓表」而建造。                                                                     |
| 10 | 1996年 | 吳錫河 | 終年32歲 | 在牛池灣清水灣道交通意外中殉職的香港郵政。 |
| 11 | 1997年 | 吳禮光 | 終年35歲 | 訓練期間殉職的消防員。 |
| 12 | 1998年 | 王永基 | 終年39歲 | 參加警察機動部隊體能訓練時猝死的警司。 |
| 13 | 1998年 | 陳阿文 | 終年50歲 | 在昂船洲船塢安裝浮標閃燈時，意外從高處墮下斃命的海事處技工。 |
| 14 | 1998年 | 黃英才 | 終年39歲 | 在落馬洲抽查貨櫃期間，意外從高處墮下斃命的署理高級關員。 |
| 15 | 1998年 | 蔡孝濂 | 終年33歲 | 在南丫島因為小型救護車意外翻側而殉職的救護員。 |
| 16 | 1998年 | 林錦榮 | 終年35歲 | 在觀塘偉業街因為交通意外而殉職的水務署職員。 |
| 17 | 1999年 | 江榮發 | 終年39歲 | 在西貢水警東分區基地碼頭，因為吊臂車意外翻側而殉職的水警警員。 |
| 18 | 1999年 | 黃生根 | 終年45歲 | 在元朗洪水橋因為交通意外而殉職的區域市政總署二級工人。 |
| 19 | 2000年 | 梁錦光 | 終年43歲 | 在入境事務大樓縱火案中，英勇救人而殉職的高級入境事務主任。 |
| 20 | 2000年 | 吳柏明 | 終年25歲 | 在屯門公路因為交通意外而殉職的交通部警員。 |
| 21 | 2001年 | 梁成恩 | 終年24歲 | 於石圍角邨槍擊案中被徐步高殺害的軍裝巡邏小隊警員，21世紀首位安息者。 |
| 22 | 2001年 | 趙順安 | 終年49歲 | 在西貢西灣拯救遇溺少年時，被海浪捲走溺斃的休班署理消防總隊目。 |
| 23 | 2002年 | 馬樂民 | 終年28歲 | 參加體能測試時猝死的東九龍總區衝鋒隊警員。 |
| 24 | 2003年 | 劉永佳 | 終年38歲 | 因為照顧病人而感染上SARS去世的屯門醫院護士，非公務員；獲香港特區政府追授銀英勇勳章，銅像安放於香港公園太極園的抗疫英雄紀念碑。                                                   |
| 25 | 2003年 | 梁寶明 | 終年47歲 | 在打鼓嶺洪水中英勇救人而殉職的高級督察。 |
| 26 | 2003年 | 謝婉雯 | 終年35歲 | 因為請纓照顧病人而感染上SARS去世的屯門醫院胸肺科醫生，非公務員；獲香港特區政府追授金英勇勳章，銅像安放於香港公園太極園的抗疫英雄紀念碑。                                         |
| 27 | 2003年 | 鄧香美 | 終年36歲 | 因為照顧病人而感染上SARS去世的基督教聯合醫院健康服務助理，非公務員；獲香港特區政府追授銀英勇勳章，銅像安放於香港公園太極園的抗疫英雄紀念碑。                                     |
| 28 | 2003年 | 劉錦蓉 | 終年47歲 | 因為照顧病人而感染上SARS去世的基督教聯合醫院健康服務助理，非公務員；獲香港特區政府追授銀英勇勳章，銅像安放於香港公園太極園的抗疫英雄紀念碑。                                     |
| 29 | 2003年 | 王庚娣 | 終年53歲 | 因為照顧病人而感染上SARS去世的威爾斯親王醫院病房服務員，非公務員；獲香港特區政府追授銀英勇勳章，銅像安放於香港公園太極園的抗疫英雄紀念碑。                                       |
| 30 | 2003年 | 鄭夏恩 | 終年30歲 | 因為照顧病人而感染上SARS去世的大埔醫院內科醫生，非公務員；獲香港特區政府追授銀英勇勳章，銅像安放於香港公園太極園的抗疫英雄紀念碑。                                               |
| 31 | 2003年 | 陳文狄 | 終年32歲 | 因為B-HRX墜毀事故而殉職的政府飛行服務隊三級空勤主任。 |
| 32 | 2003年 | 彭富國 | 終年35歲 | 因為B-HRX墜毀事故而殉職的政府飛行服務隊一級機師。 |
| 33 | 2003年 | 黃傑康 | 終年24歲 | 在將軍澳寶琳北路因為交通意外而殉職的交通部警員。 |
| 34 | 2003年 | 吳峻山 | 終年31歲 | 參加訓練時猝死的警員。 |
| 35 | 2004年 | 陳業升 | 終年28歲 | 在加士居道天橋因為交通意外而殉職的交通部警員，為殉職警最高榮譽葬浩園。 |
| 36 | 2004年 | 張振威 | 終年40歲 | 在筲箕灣天悅廣場地庫沙井意外中英勇救人而殉職的消防隊目。 |
| 37 | 2005年 | 呂乾泉 | 終年52歲 | 在大埔污水處理廠溺斃的渠務署一級監工。 |
| 38 | 2006年 | 香樹培 | 終年51歲 | 漁農自然護理署高級農林督察，在大嶼山執行職務時不幸意外逝世。 |
| 39 | 2006年 | 曾國恒 | 終年33歲 | 在尖沙咀槍擊案中被徐步高殺害的軍裝巡邏小隊警員。 |
| 40 | 2006年 | 黃少鵬 | 終年44歲 | 在香港仔槍擊案中中槍，養傷期間因為急性心肌梗塞猝死的警署警長。 |
| 41 | 2007年 | 黃家熙 | 終年27歲 | 在品質工業大廈三級火中殉職的消防員。 |
| 42 | 2008年 | 蘇志豪 | 終年31歲 | 在上水古洞路因為交通意外而殉職的警隊護送組警員。 |
| 43 | 2008年 | 陳兆龍 | 終年25歲 | 在旺角嘉禾大廈大火中殉職的消防員。 |
| 44 | 2008年 | 蕭永方 | 終年46歲 | 在旺角嘉禾大廈大火中殉職的消防隊目。 |
| 45 | 2008年 | 洪記雄 | 終年56歲 | 於杏花邨修理漏水地底水管被組件擊斃的水務署一級工人。 |
| 46 | 2009年 | 陳家偉 | 終年51歲 | 在旺角亞皆老街因為交通意外而殉職的交通部警署警長。 |
| 47 | 2010年 | 楊俊傑 | 終年47歲 | 在長沙灣麗昌工業大廈大火中殉職的消防隊目。 |
| 48 | 2010年 | 梁鼎崙 | 終年34歲 | 在粉嶺樓路因為交通意外而殉職的交通部警員。 |
| 49 | 2011年 | 馮國豪 | 終年41歲 | 在馬鞍山郊野公園麥理浩徑猝死的鄉村巡邏隊警長。 |
| 50 | 2011年 | 劉志堅 | 終年49歲 | 在中區行人天橋系統意外從高處摔死的偵緝警署警長。 |
| 51 | 2014年 | 梁國基 | 終年49歲 | 在石硤尾邨美映樓爆炸事件中被炸死的消防總隊目。 |
| 52 | 2015年 | 胡廣森 | 終年58歲 | 在中環執行掃蕩無牌小販任務時被南亞裔小販誤殺殉職的食物環境衛生署小販管理主任。                                                                                                   |
| 53 | 2015年 | 陳思祺 | 終年51歲 | 1992年大角咀利得街槍戰中受重傷，其後失去味覺及嗅覺的重案組督察。2015年因肺癌擴散引起併發症而於靈實醫院病逝，是首位市民身份的安息者，另外，唯一一個不是因工作殉職而下葬的安息者。 |
| 54 | 2016年 | 張耀升 | 終年30歲 | 在牛頭角淘大迷你倉火災中命喪火場的高級消防隊長。 |
| 55 | 2016年 | 許志傑 | 終年37歲 | 在牛頭角淘大迷你倉火災救火期間熱衰竭殉職的消防隊目。 |
| 56 | 2017年 | 邱少明 | 終年50歲 | 在馬鞍山吊手岩拯救被困情侶中殉職的消防總隊目。 |
| 57 | 2018年 | 林海雲 | 終年51歲 | 在東九龍走廊完成調查交通意外，收拾裝備並準備離開時，被貨車撞死而殉職的交通部高級警員。                                                                                           |
| 58 | 2020年 | 黃焯梆 | 終年26歲 | 在沙洲駕駛淺水巡邏艇追捕走私快艇時殉職的海關港口及海域科海域行動課關員，自從2019冠狀病毒病疫情以來，首位在疫情的安息者。                                                         |
| 59 | 2020年 | 吳詠敏 | 終年43歲 | 在沙洲駕駛淺水巡邏艇追捕走私快艇時殉職的海關港口及海域科海域行動課高級關員。 |
| 60 | 2020年 | 黎志恒 | 終年39歲 | 在沙洲駕駛淺水巡邏艇追捕走私快艇時殉職的海關港口及海域科海域行動課高級關員。 |
| 61 | 2021年 | 林嘉泰 | 終年59歲 | 於2019冠狀病毒病疫情時期延時工作到深夜，第二天被發現在辦公室昏迷而送院最終不治的社會福利署副署長。                                                                               |
| 62 | 2021年 | 曾賽茹 | 終年55歲 | 在西環進行修剪樹木作時因升降台吊臂折斷從7米高墮地殉職的康文署樹木組技工。 |
| 63 | 2021年 | 林婉儀 | 終年37歲 | 在沙洲駕駛多重任務截擊艇追捕走私快艇時墜海殉職的高級督察，為首位安葬於浩園的女性警務人員。                                                                                       |
| 64 | 2024年 | 邱耀文 | 終年49歲 | 在大嶼山神奇道處理交通意外時猝死的消防員。 |

## 軼事
- 目前於浩園下葬的安息者中，以香港警察殉職人員所佔比例最高。
- 浩園啟用以來一直安葬男性警務人員，2021年，總督察林婉儀成為首位安葬於浩園的女性警務人員。
- 因嘉利大廈大火中殉職的消防隊目廖熾鴻，為首位安葬於浩園的公務員，其墓碑參照西晉時代的「宣威將軍趙汜墓表」而建造[17]。
- 1990年因追捕疑犯中槍殉職的警員岑凱傑，為首位遷葬至浩園的殉職警員，移葬儀式於1999年12月16日舉行[18]。
- 2000年，因入境事務大樓縱火案殉職的高級入境事務主任梁錦光，為首位獲准永久土葬的公務員。政府於梁錦光殉職後檢討浩園的土葬政策，行政會議於2000年9月12日批准梁錦光獲永久土葬於浩園，並且通過以下修訂：「若死者家人提出要求，在執行職務時因英勇過人的行為而殉職的公務員，可在浩園永久土葬。非公務員人士亦可根據同一準則獲准在公眾墳場永久土葬。」。自此，因英勇行為導致死亡，獲行政長官按授勳事務委員會的建議追頒英勇勳章的人士，均可獲准永久土葬於浩園或公眾墳場[19]。
- 由於浩園本身是公務員墓地，在一般情況下非公務員不能安葬於浩園。至今，僅有六名任職於醫院管理局因SARS而殉職醫護人員得到行政長官會同行政會議特別批准安葬於浩園，他們包括護士劉永佳、醫生謝婉雯、健康服務助理鄧香美、健康服務助理劉錦蓉、服務員王庚娣、醫生鄭夏恩。除劉永佳外，其餘五人均為首批在浩園安葬的女性安息者。
- 陳思祺是唯一一個不是因工作殉職而下葬的安息者。
- 位於元朗洪水橋的屋苑偉景園，於1993年落成時曾經命名為浩園，當時仍未有墓地「浩園」出現。2003年沙士於香港肆虐，多名醫護人員因為照顧沙士病人而殉職，並獲安葬於浩園，墓地「浩園」才開始廣為港人認識，因此屋苑浩園入紙申請改名，並於同年11月正式改名為偉景園。

## 安全提示
- 公眾墳場的車閘開放時間為上午六時三十分至下午七時三十分。[20]
- 由於車閘內的道路，即和合石路，並無街燈照明，應儘可能於日落前離開，當天的日落時間可以從香港天文台查得。

## 交通
可參考和合石墳場#交通

## 參閲
- 景仰園
- 和合石墳場
- 赤柱軍人墳場
- 西灣國殤紀念墳場
- 香港墳場列表
- 香港殉職消防人員列表
- 香港殉職警務人員列表
- 忠烈祠
- 忠烈祠 (臺灣)
- 國民革命忠烈祠
- 南岳忠烈祠
- 警察紀念園區
- 義民信仰

## 外部連結
- 「浩園」─安葬殉職公務員的墓地 （页面存档备份，存于）